# Хавајан Ејкерс (Хаваји)
Хавајан Ејкерс (енгл. Hawaiian Acres) насељено је место за статистичке потребе у америчкој савезној држави Хаваји. По попису становништва из 2010. у њему је живело 2.700 становника.

## Демографија
Према попису становништва из 2010. у граду је живело 2.700 становника, што је 924 (52,0%) становника више него 2000. године.
| Група             | 2000.       | 2010.         |
| Белци             | 866 (48,8%) | 1.168 (43,3%) |
| Афроамериканци    | 25 (1,4%)   | 34 (1,3%)     |
| Азијати           | 175 (9,9%)  | 196 (7,3%)    |
| Хиспаноамериканци | 175 (9,9%)  | 394 (14,6%)   |
| Укупно            | 1.776       | 2.700         |